# Adoxophyes heteroidana
Adoxophyes heteroidana es una especie de polilla del género Adoxophyes, tribu Archipini, subfamilia Tortricinae.

## Distribución
Se distribuye por Australia (Queensland).

## Taxonomía
Fue descrita por Meyrick en 1881 y publicada en Proceedings of the Linnean Society of New South Wales 6: 429.